# Ханс VIII фон дер Шуленбург
Ханс VIII фон дер Шуленбург (на немски: Hans VIII Graf von der Schulenburg; † 1558/1568) е граф от „Бялата линия“ на благородническия род фон дер Шуленбург.
Той е син на рицар Бусо II фон дер Шуленбург († сл. 1502/сл. 1508) и съпругата му Катарина фон Айхщет?. Внук е рицар Бусо I фон дер Шуленбург († 1475/1477) и втората му съпруга Армгард Елизабет фон Алвенслебен. Правнук е на рицар Фриц I фон дер Шуленбург († сл. 1415). Роднина е на Кристоф фон дер Шуленбург (1513 – 1580), последният католически епископ на Ратцебург (1550 – 1554).
Брат е на Кристоф II фон дер Шуленбург († ок. 1528/1537), Матиас II (* пр. 1536), Бусо IV († сл. 1536), Албрехт († 1492), Армгард († 1551) и на Катарина († сл. 1577).

## Фамилия
Ханс VIII фон дер Шуленбург се жени ок. 1519 г. за Анна фон Финеке (* ок. 1498; † сл. 1568), дъщеря на Клаус фон Финеке († сл. 1578) и Маргарета фон Пентц († 1591). Те имат девет деца:
- Кристоф фон дер Шуленбург († 1553)
- Бусо VI фон дер Шуленбург († 1601/1605), женен за Маргарета фон Бюлов († 1600)
- Ингебург фон дер Шуленбург († 1599), омъжена за Якоб фон Бредов († 1560)
- Каспар III фон дер Шуленбург († 1581/1583), женен за Елизабет фон Бредов
- Катарина фон дер Шуленбург († 1577), омъжена за Раймар фон Алвенслебен
- Фриц IX фон дер Шуленбург († 1605), женен за Анна Отилия фон Бисмарк († сл. 1581)
- Георг фон дер Шуленбург
- Гюнтер фон дер Шуленбург
- Ханс IX фон дер Шуленбург († 1588), женен за Маргарета фон Трота († 1581)